# Képzeletbeli vonatok
Ez a szócikk olyan műveket (könyv vagy film) tartalmaz, melyekben vonatok is szerepelnek. Néhány vonat a valóságban is létezik, néhány azonban csak az író képzeletében.

## Könyvek
| Név                   | Leírás                                   | Kitaláló      | Megjelenés                                     |
| --------------------- | ---------------------------------------- | ------------- | ---------------------------------------------- |
| Boxcar Children       |                                          |               |                                                |
| Roxfort Express       | Harry Potter-könyvsorozat                | J. K. Rowling | Könyvek, filmek                                |
| Polar Expressz        | Gyerekek utaznak rajta az Északi-sarkra  |               | Könyv, film                                    |
| The Railway Series    | Játékfim Thomas, a gőzmozdony és barátai | Rev. W. Awdry | Könyvek, tv-sorozat                            |
| The Railway Children  |                                          | E. Nesbit     | Könyvek, film                                  |
| A pokolba tartó vonat | fantasy (fantasztikus) novella           | Robert Bloch  | különböző novelláskötetek, novellagyűjtemények |
| Hárman a vasút mentén | ifjúsági regény                          |               | könyv                                          |

## Filmek
- Száguldó bomba - Elszabadul egy veszélyes anyagokat szállító vonat.
- Mission Impossible – Egy helikopter üldözi egy TGV szerelvényt a Csalagúton keresztül Angliából Franciaországba. A jelenetet nem a Csalagútban vették fel, mert a filmben egy dupla vágányú alagút szerepelt, villamos felsővezeték nélkül, míg a Csalagút 2×1 vágányos alagút, felsővezetékkel.
- Men in Black – Sötét zsaruk 2. – Will Smith és Tommy Lee Jones földönkívülieket üldöznek a metróalagútban.
- Volcano – Egy vulkánkitörést követően a metrót elárasztja a láva
- Szigorúan ellenőrzött vonatok – Csehszlovákiában játszódik, miután a németek elfoglalták. Egy állomás életét mutatja be, amin keresztül a hadianyagot szállítják a frontra. A film Bohumil Hrabal novellájából készült, Jiří Menzel rendezte.
- Kihajolni veszélyes! – Almamellék állomásának dolgozóit követhetjük figyelemmel, miközben különös nem jelzett tartályvonatok haladnak át az állomáson. Rendező: Zsombolyai János.
- Gyilkosság az Orient Expresszen (könyv is) – Gyilkosság történik a  Párizs és Isztambul között közlekedő Orient expresszen. Mire megérkezik a vonat, Hercule Poirot megoldja az ügyet.
- Az éjszakai vonat más néven Baltic Express, 1959 lengyel film Jerzy Kawalerowicz-tól.
- Oroszországból szeretettel – James Bond novella és film, szembesülés az Orient Expresszen.
- Brief Encounter (1945) – Romantikus találkozás egy állomáson.
- Atomvonat – Elszabadul egy atombombát szállító vonat.
- Száguldó erőd – Terroristák elrabolnak egy vonatot.
- Európa expressz – Orosz bűnözők túszokat ejtenek a Bécs – Budapest között közlekedő EuroCityn.
- Polár Express (könyv is) – Kalandos utazás karácsonykor az Északi-sarkra.
- Vissza a jövőbe III – Egy lopott gőzmozdony segítségével kísérelnek meg időutazást.
- Pénzvonat – Egy pénzszállító metrószerelvény kirablása.
- Indiana Jones – Látványos üldözés egy tehervonat tetején.
- Aludj csak, én álmodom – Egy szerencsés baleset után a csinos metrópénztáros rátalál élete szerelmére.
- Szökevényvonat – Szökés egy Alaszkai fegyenctelepről egy mozdonnyal.
- Indul a bakterház (regény is) – Bendegúz elszegődik egy bakter mellé pásztornak.
- Hasutasok – Harc egy bezárandó vasútvonalért.
- Mr. Bean nyaral – Mr Bean TGV-vel utazik Londonból Cannes-ba.
- X-akták (filmsorozat) – Mulder ügynök felszáll az idegeneket szállító vonatra.
- Kontroll – Fiktív BKV ellenőrök földalatti élete.
- Supertrain – Utazás egy szélesnyomtávú, luxus távolsági expresszvonaton.
- Snowpiercer - Túlélők viadala - Túlélőket szállító vonat, ami nem áll meg soha, csak robog az atomtélben a Föld körül.